# Championnats d'Europe de patinage de vitesse sur piste courte 1999
Navigation
Édition précédente Édition suivante
Les Championnats d'Europe  de patinage de vitesse sur piste courte 1999 se déroulent à Oberstdorf en Allemagne entre le 22 janvier 1999 et le 24 janvier 1999. L'événement est géré par l'Union internationale de patinage.
Il y a douze épreuves au total : six pour les hommes et six pour les femmes. Les différentes distances sont le 500 mètres, le 1 000 mètres, le 1 500 mètres, le 3 000 mètres, le relais de 3 000 mètres pour les femmes, le relais de 5 000 mètres pour les hommes, ainsi qu'un titre décerné au meilleur patineur sur l'ensemble des épreuves.

## Palmarès
| Épreuves        | Or                        | Or             | Argent                    | Argent         | Bronze                    | Bronze         |
| --------------- | ------------------------- | -------------- | ------------------------- | -------------- | ------------------------- | -------------- |
| Hommes          |                           |                |                           |                |                           |                |
| 500 m           | Nicola Franceschina (ITA) | 42 s 152       | Arian Nachbar (GER)       | 42 s 399       | Michele Antonioli (ITA)   | 42 s 489       |
| 1 000 m         | Fabio Carta (ITA)         | 1 min 31 s 783 | Bruno Loscos (FRA)        | 1 min 32 s 011 | Nicky Gooch (GBR)         | 1 min 32 s 034 |
| 1 500 m         | Fabio Carta (ITA)         | 2 min 24 s 676 | Nicky Gooch (GBR)         | 2 min 25 s 186 | Nicola Franceschina (ITA) | 2 min 25 s 215 |
| 3 000 m         | Fabio Carta (ITA)         | 5 min 18 s 155 | Michele Antonioli (ITA)   | 5 min 18 s 498 | Bruno Loscos (FRA)        | 5 min 18 s 518 |
| 5 000 m relais  | Italie                    | 7 min 01 s 859 | Pays-Bas                  | 7 min 11 s 129 | Grande-Bretagne           | 7 min 16 s 582 |
| Toutes épreuves | Fabio Carta (ITA)         |                | Nicola Franceschina (ITA) |                | Michele Antonioli (ITA)   |                |
| Femmes          |                           |                |                           |                |                           |                |
| 500 m           | Marinella Canclini (ITA)  | 44 s 620       | Evgenia Radanova (BUL)    | 44 s 622       | Katia Colturi (ITA)       | 44 s 761       |
| 1 000 m         | Evgenia Radanova (BUL)    | 1 min 46 s 739 | Marinella Canclini (ITA)  | 1 min 46 s 783 | Maureen de Lange (NED)    | 1 min 47 s 163 |
| 1 500 m         | Evgenia Radanova (BUL)    | 2 min 26 s 553 | Marinella Canclini (ITA)  | 2 min 26 s 800 | Debbie Palmer (GBR)       | 2 min 27 s 225 |
| 3 000 m         | Marinella Canclini (ITA)  | 5 min 17 s 223 | Evgenia Radanova (BUL)    | 5 min 17 s 349 | Danielle Molendijk (NED)  | 5 min 17 s 383 |
| 3 000 m relais  | Italie                    | 4 min 21 s 513 | Bulgarie                  | 4 min 22 s 465 | Pays-Bas                  | 4 min 25 s 087 |
| Toutes épreuves | Marinella Canclini (ITA)  |                | Evgenia Radanova (BUL)    |                | Maureen de Lange (NED)    |                |

## Tableau des médailles
| Rang | Nation          | Or | Argent | Bronze | Total |
| ---- | --------------- | -- | ------ | ------ | ----- |
| 1    | Italie          | 10 | 4      | 4      | 18    |
| 2    | Bulgarie        | 2  | 4      | 0      | 6     |
| 3    | Pays-Bas        | 0  | 1      | 4      | 5     |
| 4    | Grande-Bretagne | 0  | 1      | 3      | 4     |
| 5    | France          | 0  | 1      | 1      | 2     |
| 6    | Allemagne       | 0  | 1      | 0      | 1     |